# Lottieri Della Tosa
Lottieri Della Tosa (Firenze, 1250 circa – Firenze, 1309) è stato un vescovo cattolico e politico italiano, vescovo di Firenze tra il 1301 e il 1309, dopo Francesco Monaldeschi.

## Biografia
Di origine fiorentina, apparteneva alla famiglia Della Tosa, che aveva il compito, con altre, di custodire il vescovado quando la carica era temporaneamente vacante. Era stato dal 1287 vescovo di Faenza e solo in seguito passò alla diocesi di Firenze nel 1303.
Fu attivo nelle lotte di parte in città, venendo ricordato come un vero e proprio vescovo battagliero, che non mancò di sostituire il bastone pastorale con una spada. Fortificò il Palazzo Arcivescovile (allora soltanto "vescovile") e aiutò Corso Donati.
Nel 1308 emise un decreto che è pervenuto, circa l'obbligo per i silvestrini di San Marco di accettare anche delle monache come terziarie.
Morì nel 1309, dopo di lui la condotta della diocesi rimase vacante per cinque mesi, fino all'elezione di Antonio d'Orso.